# Триполитания
Триполитания (Tripolitania, Tripolitana; на гръцки: Τρίπολης, Tripolis, „Триград“; на арабски: ‏طرابلس‎ Tarabulus; на берберски: Ṭrables; на латински: Regio Tripolitana) e древна област, територия в днешна сверозападна Либия в римската провинция Африка. Намирала се е на около 800 км по Средиземно море. Столица на Триполитания е финикийския град Оеа (Триполи). Другите градове на Триполитания са Сабрата и Лептис Магна.
Населявана е от либийски берберски племена. През 7 век пр.н.е. финикийците основават своите колонии Оеа, Сабрата и Лептис Магна. През 3 век пр.н.е. става римска провинция. От 1927 г. е колония на Италия.
Историческата голяма провинция Триполитания съдържа днес 16 от 32 муниципии на Либия. На 272 090 км² днес живеят 3.642.999 жители (2003 г.).